# Stazione di Narcao
La stazione di Narcao era una stazione ferroviaria a servizio del comune di Narcao, situata lungo la dismessa ferrovia Siliqua-San Giovanni Suergiu-Calasetta.

## Storia
La costruzione di questa stazione risale agli anni venti del Novecento, periodo in cui nel Sulcis-Iglesiente fu realizzata dalla Ferrovie Meridionali Sarde una nuova rete ferroviaria a scartamento ridotto. Il tracciato di una delle due linee, congiungente Siliqua con il porto di Calasetta, fu progettato per transitare alla periferia sud di Narcao, laddove fu costruito lo scalo. Sia la linea ferroviaria che la stazione di Narcao furono così inaugurate il 13 maggio 1926, iniziando il servizio ferroviario il 23 maggio successivo. Il fabbricato viaggiatori dello scalo fu inoltre decorato con dei fregi realizzati da Stanis Dessy.

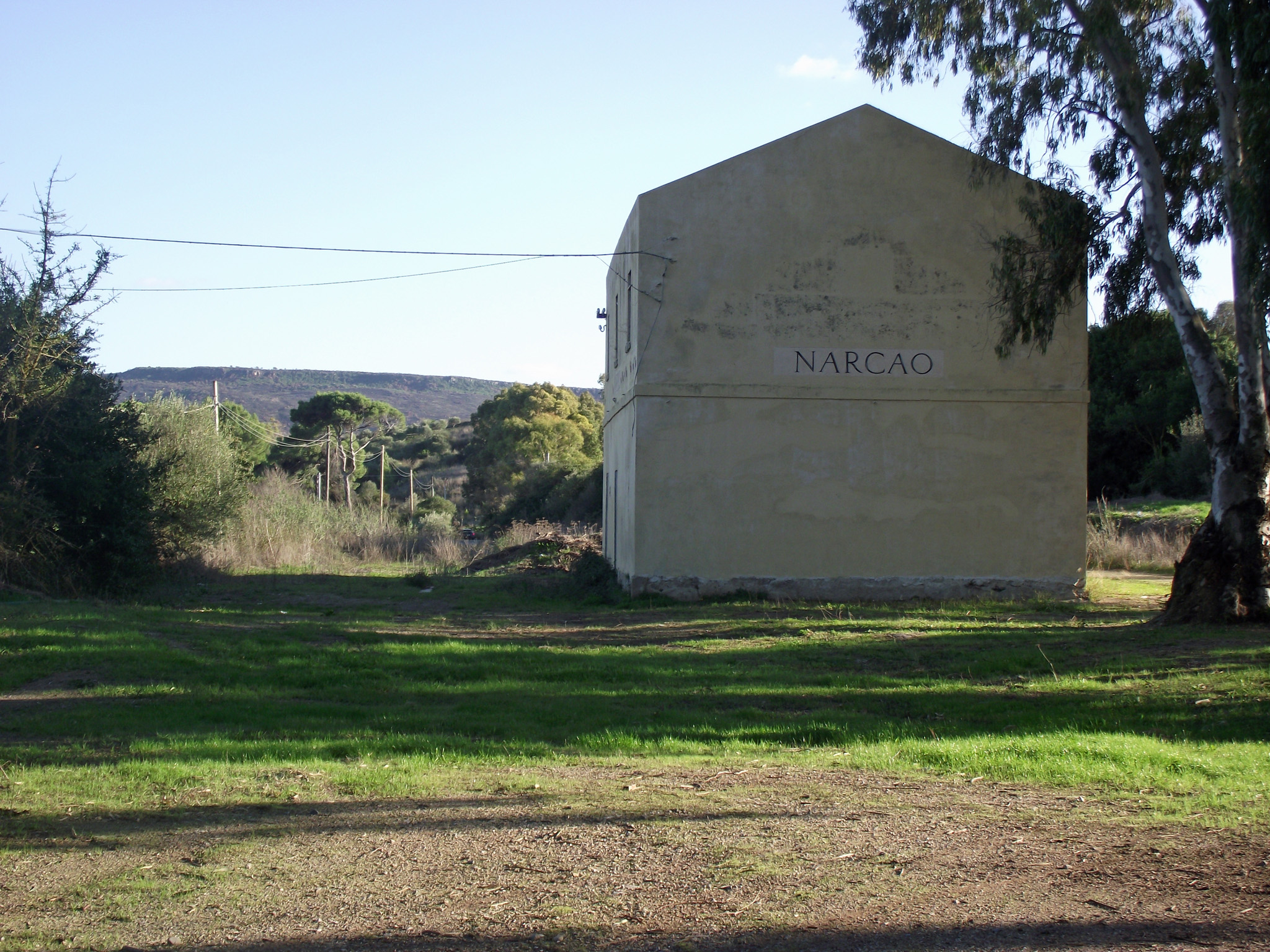
Vista della stazione in direzione sud, dall'area che tra il 1968 e il 1974 fu l'asse estremo della ferrovia per Calasetta. I binari si trovavano alla sinistra del fabbricato viaggiatori.

Oltre a servire la popolazione del centro sulcitano, la stazione di Narcao nei primi decenni di attività ebbe una certa importanza dal punto di vista dell'attività estrattiva: lo scalo fu infatti collegato tramite una funivia alla vicina miniera di Mont'Ega, situata a nord dell'abitato narcarese, per permettere l'inoltro della barite estratta in questo sito minerario verso la stazione e da qui in treno verso gli stabilimenti SAMIS di Palmas Suergiu (in seguito San Giovanni Suergiu), adiacenti alla locale stazione ferroviaria delle FMS.
Nel 1968 la stazione divenne scalo capotronco settentrionale della linea per Calasetta: questa situazione, che doveva essere provvisoria (ma che si rivelerà definitiva), fu dovuta alla chiusura del tronco ferroviario tra la stazione di Siliqua e quella di Narcao, causata dai lavori di realizzazione del lago artificiale di Bau Pressiu, la cui diga interruppe il percorso originario della ferrovia tra le stazioni di Campanasissa e Terrubia. Dal 13 luglio 1968 l'attività della stazione proseguì solo con i collegamenti ferroviari in direzione sud, mentre le relazioni verso Siliqua e le stazioni intermedie furono sostituite da un servizio di autolinee, in attesa di una mai realizzata variante a Bau Pressiu per aggirare l'omonimo bacino artificiale.
L'impianto rimase attivo come capolinea sino al 1º settembre 1974, data di chiusura dell'intera rete ferroviaria FMS e della stessa stazione di Narcao, che a differenza di altri scali riconvertiti dalle FMS per l'esercizio delle sue autolinee fu in seguito abbandonata. Le strutture andarono incontro ad un progressivo degrado nei decenni successivi, tuttavia negli anni 2010 è stato intrapreso un lavoro di restauro dei resti del fabbricato viaggiatori, in particolare per quanto riguarda la struttura muraria e gli affreschi di Dessy.

## Strutture e impianti

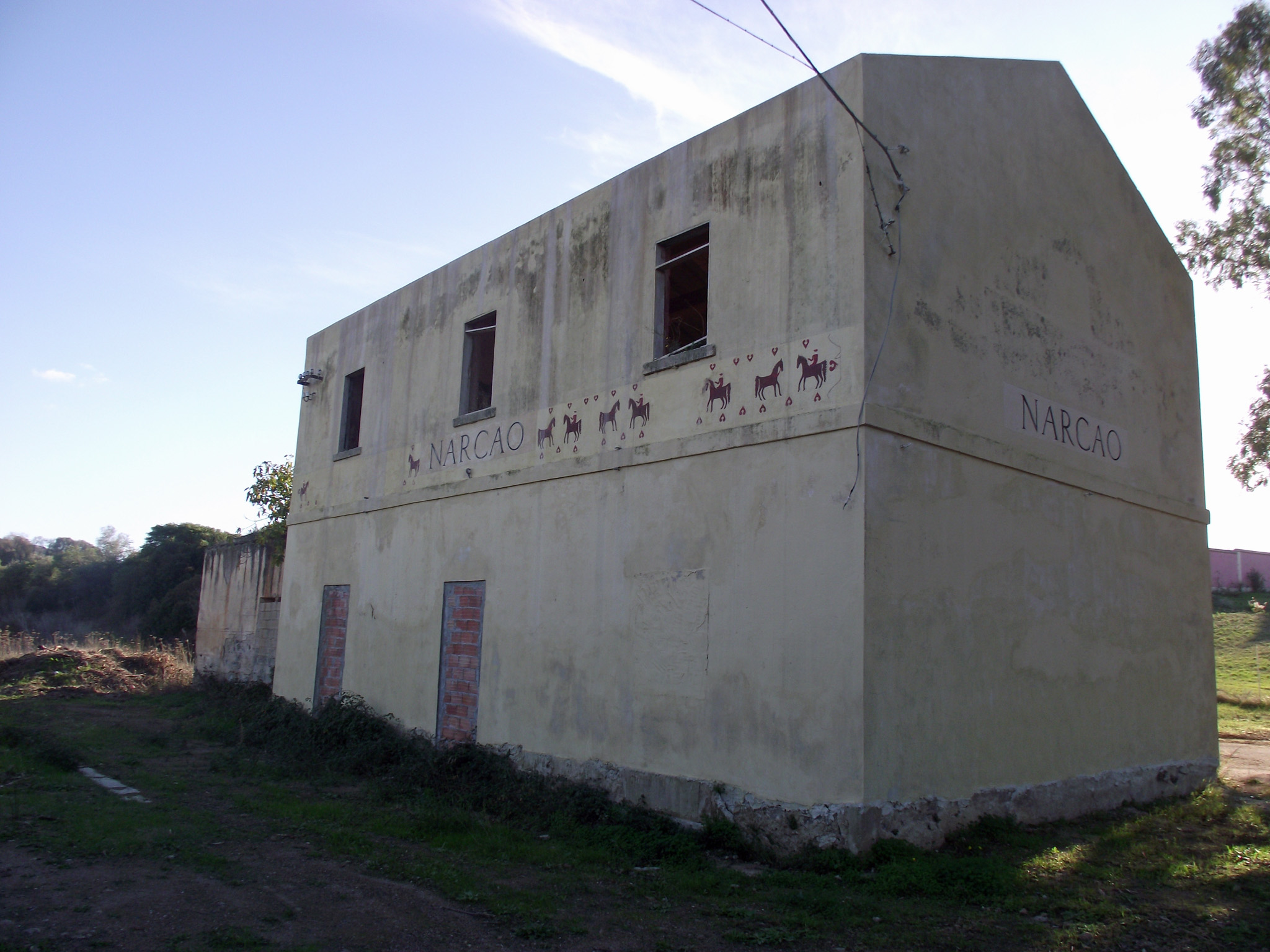
Il fabbricato viaggiatori, nella tipica configurazione di II classe della rete FMS. Sulla facciata presenti le decorazioni realizzate da Stanis Dessy e restaurate negli anni 2010

Dal 1974 la stazione di Narcao non è più attiva, e delle strutture dell'impianto sopravvive al 2014 il solo fabbricato viaggiatori con l'annesso magazzino merci. Il piazzale binari è stato anch'esso completamente disarmato negli anni successivi alla dismissione della Siliqua-San Giovanni Suergiu-Calasetta.
Con la linea in attività l'infrastruttura ferroviaria della stazione comprendeva 2 binari a scartamento ridotto (950 mm) dinanzi al fabbricato viaggiatori, più un terzo binario tronco terminante nello scalo merci dell'impianto dinanzi al relativo magazzino, adiacente al lato sud del fabbricato viaggiatori. L'attività del servizio merci fu caratterizzata soprattutto nei primi decenni di esistenza della stazione dal trasporto dei minerali estratti in alcune delle miniere della zona, in particolare quella di Mont'Ega, attiva nell'estrazione di piombo argentifero e barite.

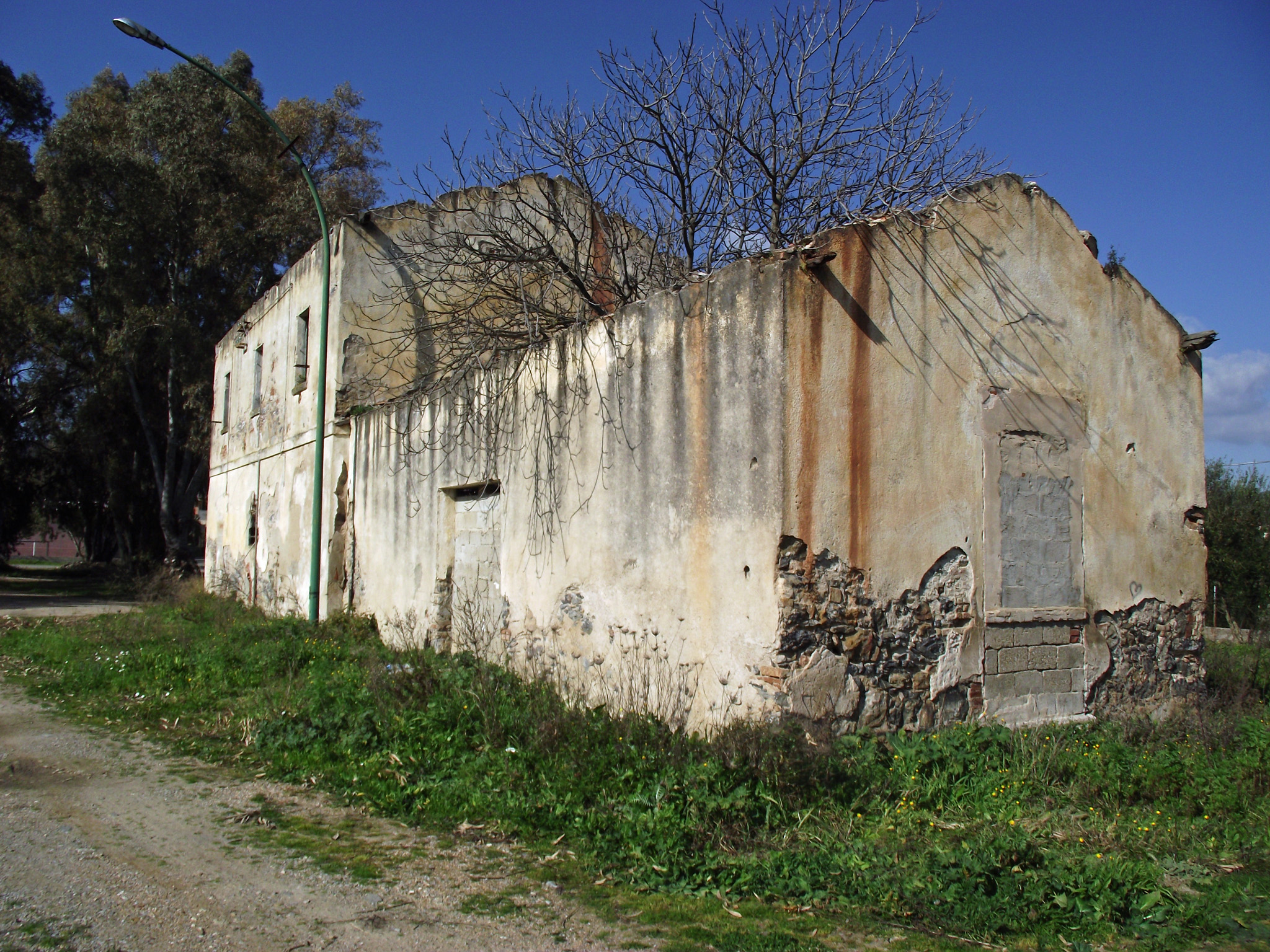
I resti dell'ex magazzino merci, adiacente al lato sud del fabbricato viaggiatori

Per quanto riguarda il fabbricato viaggiatori, esso fu realizzato con caratteristiche di stazione di II classe delle FMS, a pianta rettangolare esteso su due piani, con 3 luci sui lati maggiori e con adiacente magazzino merci. La gestione dell'attività ferroviaria nello scalo era a cura del locale Dirigente Movimento.

## Movimento
La stazione fu chiusa al servizio ferroviario il 1º settembre 1974, sino a quel momento era servita dai treni delle FMS.

## Servizi
Durante l'attività ferroviaria la stazione fu dotata dei seguenti servizi agli utenti:
- Biglietteria a sportello
- Sala d'attesa
- Servizi igienici